# Grand Prix Belgii 1950
Grand Prix Belgii 1950, oficjalnie XII Grote Prijs Van Belgie – piąta runda Mistrzostw Świata Formuły 1 w sezonie 1950.

## Lista startowa
| Nr               | Kierowca              | Zespół                        | Samochód            | Silnik                 | Opony |
| ---------------- | --------------------- | ----------------------------- | ------------------- | ---------------------- | ----- |
| 2                | Luigi Villoresi       | Scuderia Ferrari              | Ferrari 125 F1      | Ferrari 125 1,5 V12T   | P     |
| 4                | Alberto Ascari        | Scuderia Ferrari              | Ferrari 275 F1      | Ferrari 275 3,3 V12    | P     |
| 6                | Raymond Sommer        | Raymond Sommer                | Talbot-Lago T26C    | Talbot 23CV 4,5 R6     | D     |
| 8                | Giuseppe Farina       | SA Alfa Romeo                 | Alfa Romeo 158      | Alfa Romeo 158 1,5 R8T | P     |
| 10               | Juan Manuel Fangio    | SA Alfa Romeo                 | Alfa Romeo 158      | Alfa Romeo 158 1,5 R8T | P     |
| 12               | Luigi Fagioli         | SA Alfa Romeo                 | Alfa Romeo 158      | Alfa Romeo 158 1,5 R8T | P     |
| 14               | Louis Rosier          | Automobiles Talbot-Darracq SA | Talbot-Lago T26C-DA | Talbot 23CV 4,5 R6     | D     |
| 16               | Philippe Étancelin    | Automobiles Talbot-Darracq SA | Talbot-Lago T26C-DA | Talbot 23CV 4,5 R6     | D     |
| 18               | Yves Giraud-Cabantous | Automobiles Talbot-Darracq SA | Talbot-Lago T26C-DA | Talbot 23CV 4,5 R6     | D     |
| 20               | Eugène Chaboud        | Ecurie Lutetia                | Talbot-Lago T26C    | Talbot 23CV 4,5 R6     | D     |
| 22               | Pierre Levegh         | Pierre Levegh                 | Talbot-Lago T26C    | Talbot 23CV 4,5 R6     | D     |
| 24               | Johnny Claes          | Ecurie Belge                  | Talbot-Lago T26C    | Talbot 23CV 4,5 R6     | E     |
| 26               | Geoffrey Crossley     | Geoffrey Crossley             | Alta GP             | Alta 1,5 R4T           | D     |
| 30               | Toni Branca           | Toni Branca                   | Maserati 4CL        | Maserati 4CLT 1,5 R4T  | P     |
| Źródło: Stats F1 |                       |                               |                     |                        |       |

## Wyniki

### Kwalifikacje
| P                | Nr | Kierowca              | Konstruktor        | Czas | Poz. s. |
| ---------------- | -- | --------------------- | ------------------ | ---- | ------- |
| 1                | 8  | Giuseppe Farina       | Alfa Romeo         | 4:37 | 1       |
| 2                | 10 | Juan Manuel Fangio    | Alfa Romeo         | 4:37 | 2       |
| 3                | 12 | Luigi Fagioli         | Alfa Romeo         | 4:41 | 3       |
| 4                | 2  | Luigi Villoresi       | Ferrari            | 4:47 | 4       |
| 5                | 6  | Raymond Sommer        | Talbot-Lago-Talbot | 4:47 | 5       |
| 6                | 4  | Alberto Ascari        | Ferrari            | 4:49 | 6       |
| 7                | 16 | Philippe Étancelin    | Talbot-Lago-Talbot | 4:52 | 7       |
| 8                | 14 | Louis Rosier          | Talbot-Lago-Talbot | 4:53 | 8       |
| 9                | 18 | Yves Giraud-Cabantous | Talbot-Lago-Talbot | 4:56 | 9       |
| 10               | 22 | Pierre Levegh         | Talbot-Lago-Talbot | 5:01 | 10      |
| 11               | 20 | Eugène Chaboud        | Talbot-Lago-Talbot | 5:13 | 11      |
| 12               | 26 | Geoffrey Crossley     | Alta               | 5:44 | 12      |
| 13               | 30 | Toni Branca           | Maserati           | 5:45 | 13      |
| 14               | 24 | Johnny Claes          | Talbot-Lago-Talbot | —    | 14      |
| Źródło: Stats F1 |    |                       |                    |      |         |

### Wyścig
| P                | Nr | Kierowca              | Konstruktor        | Okr. | Czas             | Start | +/– | Punkty |
| ---------------- | -- | --------------------- | ------------------ | ---- | ---------------- | ----- | --- | ------ |
| 1                | 10 | Juan Manuel Fangio    | Alfa Romeo         | 35   | 2:47:26          | 2     | 1   | 8      |
| 2                | 12 | Luigi Fagioli         | Alfa Romeo         | 35   | +0:14            | 3     | 1   | 6      |
| 3                | 14 | Louis Rosier          | Talbot-Lago-Talbot | 35   | +2:19            | 8     | 5   | 4      |
| 4                | 8  | Giuseppe Farina       | Alfa Romeo         | 35   | +4:05            | 1     | 3   | 3+1    |
| 5                | 4  | Alberto Ascari        | Ferrari            | 34   | +1 okrążenie     | 6     | 1   | 2      |
| 6                | 2  | Luigi Villoresi       | Ferrari            | 33   | +2 okrążenia     | 4     | 2   |        |
| 7                | 22 | Pierre Levegh         | Talbot-Lago-Talbot | 33   | +2 okrążenia     | 10    | 3   |        |
| 8                | 24 | Johnny Claes          | Talbot-Lago-Talbot | 32   | +3 okrążenia     | 14    | 6   |        |
| 9                | 26 | Geoffrey Crossley     | Alta               | 30   | +5 okrążeń       | 12    | 3   |        |
| 10               | 30 | Toni Branca           | Maserati           | 29   | +6 okrążeń       | 13    | 3   |        |
| NS               | 20 | Eugène Chaboud        | Talbot-Lago-Talbot | 22   | NU (silnik)      | 11    |     |        |
| NS               | 6  | Raymond Sommer        | Talbot-Lago-Talbot | 20   | NU (silnik)      | 5     |     |        |
| NS               | 16 | Philippe Étancelin    | Talbot-Lago-Talbot | 15   | NU (przegrzanie) | 7     |     |        |
| NS               | 18 | Yves Giraud-Cabantous | Talbot-Lago-Talbot | 2    | NU (silnik)      | 9     |     |        |
| Źródło: Stats F1 |    |                       |                    |      |                  |       |     |        |

Uwagi
1. ↑  Dodatkowy 1 punkt jest przyznawany kierowcy, który ustanowił najszybsze okrążenie w wyścigu.

### Najszybsze okrążenie
| Nr               | Kierowca        | Konstruktor | Czas | Okr. |
| ---------------- | --------------- | ----------- | ---- | ---- |
| 8                | Giuseppe Farina | Alfa Romeo  | 4:34 | 18   |
| Źródło: Stats F1 |                 |             |      |      |

### Prowadzenie w wyścigu
| Nr                              | Kierowca           | Konstruktor        | Okrążenia   | Suma |
| ------------------------------- | ------------------ | ------------------ | ----------- | ---- |
| 10                              | Juan Manuel Fangio | Alfa Romeo         | 1–6, 20–35  | 22   |
| 8                               | Giuseppe Farina    | Alfa Romeo         | 7–11, 18–19 | 7    |
| 6                               | Raymond Sommer     | Talbot-Lago-Talbot | 13–17       | 5    |
| 12                              | Luigi Fagioli      | Alfa Romeo         | 12          | 1    |
| \| Wykres \| \| ------ \| \| \| |                    |                    |             |      |
| Źródło: Stats F1                |                    |                    |             |      |
| Wykres                          |                    |                    |             |      |
|                                 |                    |                    |             |      |

## Klasyfikacja po wyścigu
Pierwsza piątka otrzymywała punkty według klucza 8-6-4-3-2, 1 punkt przyznawany był dla kierowcy, który wykonał najszybsze okrążenie w wyścigu. Klasyfikacja konstruktorów została wprowadzona w 1958 roku.
Źródło: 
Uwzględniono tylko kierowców, którzy zdobyli jakiekolwiek punkty
| P  | +/− | Kierowca              | Starty | Punkty | P1 | P2 | P3 | PP | NO | NS |
| -- | --- | --------------------- | ------ | ------ | -- | -- | -- | -- | -- | -- |
| 1  | 0   | Giuseppe Farina       | 4      | 22     | 2  | –  | –  | 2  | 3  | 1  |
| 2  | 0   | Luigi Fagioli         | 4      | 18     | –  | 3  | –  | –  | –  | 1  |
| 3  | 0   | Juan Manuel Fangio    | 4      | 17     | 2  | –  | –  | 2  | 1  | 2  |
| 4  | +1  | Louis Rosier          | 4      | 10     | –  | –  | 2  | –  | –  | 1  |
| 5  | −2  | Johnnie Parsons       | 1      | 9      | 1  | –  | –  | –  | 1  | –  |
| 6  | −1  | Alberto Ascari        | 3      | 8      | –  | 1  | –  | –  | –  | 1  |
| 7  | −2  | Bill Holland          | 1      | 6      | –  | 1  | –  | –  | –  | –  |
| 8  | 0   | Prince Bira           | 3      | 5      | –  | –  | –  | –  | –  | 1  |
| 9  | 0   | Louis Chiron          | 3      | 4      | –  | –  | 1  | –  | –  | 1  |
| =  | 0   | Reg Parnell           | 1      | 4      | –  | –  | 1  | –  | –  | –  |
| =  | 0   | Mauri Rose            | 1      | 4      | –  | –  | 1  | –  | –  | –  |
| 12 | 0   | Yves Giraud-Cabantous | 3      | 3      | –  | –  | –  | –  | –  | 2  |
| =  | 0   | Raymond Sommer        | 3      | 3      | –  | –  | –  | –  | –  | 2  |
| =  | 0   | Cecil Green           | 1      | 3      | –  | –  | –  | –  | –  | –  |
| 15 | 0   | Felice Bonetto        | 1      | 2      | –  | –  | –  | –  | –  | –  |
| 16 | 0   | Tony Bettenhausen     | 1      | 1      | –  | –  | –  | –  | –  | –  |
| =  | 0   | Joie Chitwood         | 1      | 1      | –  | –  | –  | –  | –  | –  |
| P  | +/− | Kierowca              | Starty | Punkty | P1 | P2 | P3 | PP | NO | NS |